# 舒梅克环形山

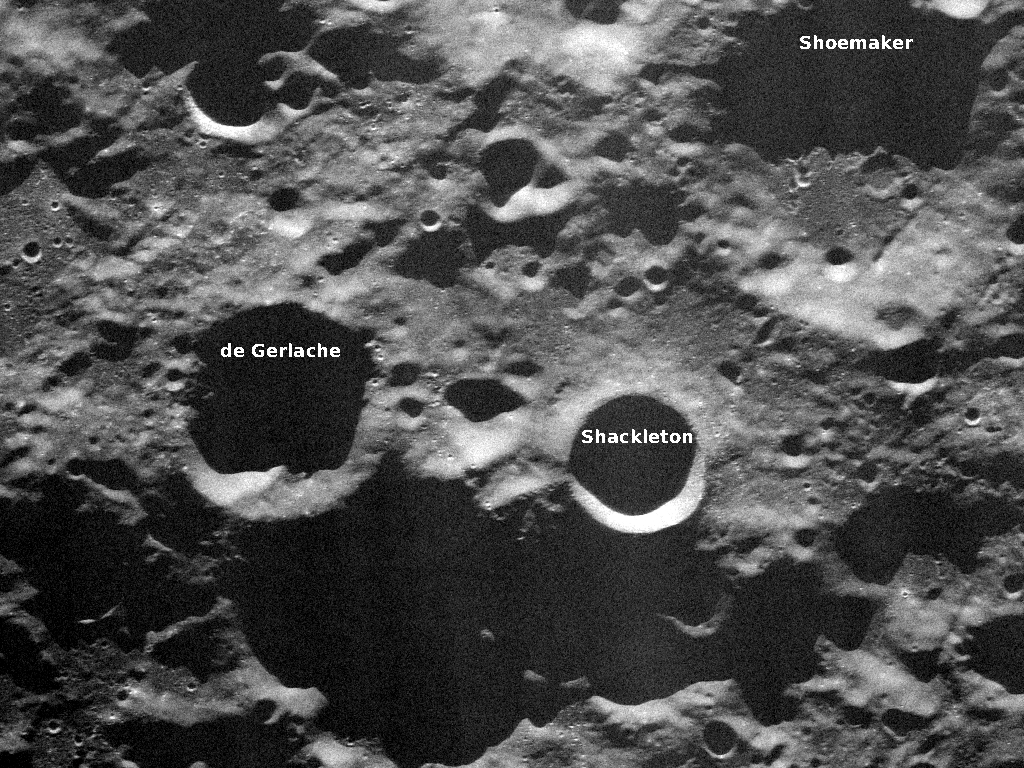
根据地球雷达数据绘制的舒梅克环形山图

舒梅克环形山（Shoemaker）是位于月球正面南极附近的一座大撞击坑，其名称取自二十世纪美国地质学家暨天文学家尤金·摩尔·舒梅克(1928年-1997年)，2000年被国际天文学联合会批准接受。

## 描述
该陨坑西南靠近直径不到它一半的沙克尔顿陨石坑、西北毗邻霍沃思环形山、马拉柏特环形山位于它的北面、东北坐落了诺毕尔环形山、而它的东南侧则与福斯蒂尼陨石坑相接壤。该陨坑中心月面坐标为88°08′S 45°55′E / 88.14°S 45.91°E，直径51.82公里，深度2.37公里。
舒梅克环形山磨损的边缘轮廓大致呈圆形状，沿内侧壁覆盖了一些小撞击坑。坑壁平均高出周边地形1110米，内部容积约1832公里3。由于缺乏阳光照射(它是一座永夜坑)，坑底表面反照率仍属未知。
该陨坑在被国际天文学联合会正式命名前，曾一度被称为"莫森环形山"(Mawson)，取名自南极地区探险家"道格拉斯·莫森"(Douglas Mawson)。在该陨坑的坑底还遗留有月球探勘者的撞击残骸。

## 冷窖
当月球勘探者上的中子光谱仪在舒梅克环形山及附近其它陨坑中检测到异常高浓度的氢后，该陨坑引起了科学家们的极大兴趣。该陨坑的坑底永久处于没有阳光照射的黑暗中，因而，其温度一直低于100K，由此构成一座冷阱。从撞击的彗星中渗入到坑内的任何水分子将被贮存在坑底，并几乎会永久存在下去。月球探勘者上安装的仪器显示该陨坑的氢浓度约为146ppm，而月表的平均值只有50ppm。
随后对该陨坑的地形进行了测绘，通过加利福尼亚州戈德斯通深空监测网70米尺寸的天线向它发出3.5厘米波长的射电波，并使用二座相隔29公里的34米天线接收回波，所获取的数据绘制出了一幅分辨率为150米的地形图。
1999年7月31日，月球勘探者被安排撞向该陨坑坑底以测定是否能在激起的尘埃云中检测到水蒸气。水检测的可视性和陨坑浅矮的坑壁使它成为了该实验合适的目标。然而，其结果是不成功的，随后的测试并未能确定坑底是否存在水，所以，原在该陨坑坑底发现的氢很可能比所预期的更难提取。